# Планалту-да-Серра
Планалту-да-Серра (порт. Planalto da Serra) — муниципалитет в Бразилии, входит в штат Мату-Гросу. Составная часть мезорегиона Север штата Мату-Гроссу. Входит в экономико-статистический микрорегион Паранатинга. Население составляет 2965 человек на 2006 год. Занимает площадь 2454,108 км². Плотность населения — 1,2 чел./км².

## История
Город основан 20 декабря 1991 года. 

## Статистика
- Валовой внутренний продукт на 2003 год составляет 26 264 710,00 реалов (данные: Бразильский институт географии и статистики).
- Валовой внутренний продукт на душу населения на 2003 год составляет 8976,32 реалов (данные: Бразильский институт географии и статистики).
- Индекс развития человеческого потенциала на 2000 год составляет 0,738 (данные: Программа развития ООН).